# Seznam silničních tunelů na Islandu

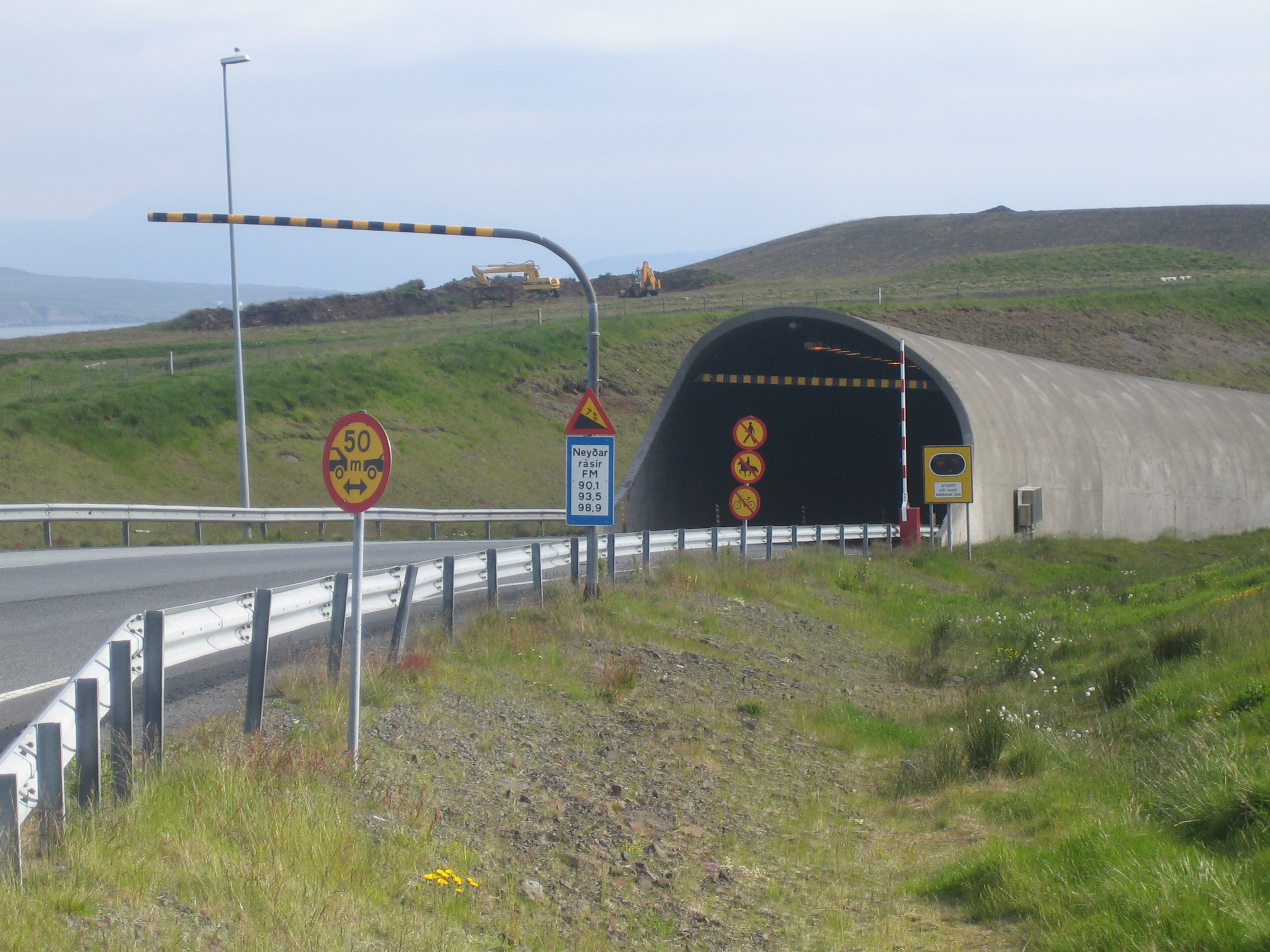
Tunel Hvalfjörður

Budování tunelů je relativně mladý fenomén v islandské silniční infrastruktuře, ke kterému původně došlo kvůli výjimečným potřebám. Do konce 20. století bylo postaveno šest tunelů a sedm během následujících 17 let. Do roku 2018 bylo postaveno a otevřeno celkem 13 tunelů, přičemž doprava přes Oddskarðsgöng byla nahrazena nedalekým Norðfjarðargöngem. Nejdelší je Vestfjarðagöng (9,1 km), který má podle plánů překonat Fjarðarheiðargöng (13,5 km). Tunel Hvalfjörður, ražený pod stejnojmenným fjordem, patří mezi nejdelší podvodní tunely na světě, dosahuje hloubky 165 m pod hladinou moře, a je prvním, který byl vybudován v mladé čedičové hornině v geotermální oblasti.
Tunely na Islandu se obvykle staví pod horami, aby se zabránilo zimní izolaci odlehlých komunit, které by jinak byly závislé na silnicích, které jsou často kvůli sněhu uzavřeny, aby se zkrátila vzdálenost mezi komunitami a aby se zvýšila bezpečnost silničního provozu objížděním nebezpečných úseků silnic.

## Seznam
| Název | Délka [m]                                                                            | Počet pruhů                   | Otevřen            | Uzavřen            | Místo                                             | Číslo silnice |                                              |
| --- | ------------------------------------------------------------------------------------ | ----------------------------- | ------------------ | ------------------ | ------------------------------------------------- | ------------- | -------------------------------------------- |
| Almannaskarðsgöng | 1 300                                                                                | 2                             | 24. červen 2005    |                    | Austurland (na východ od Höfn)                    | 1             | [ 4 ] [ 5 ]                                  |
| Tunel Arnardalshamar | 30                                                                                   | 2                             | 1948               |                    | Západní fjordy                                    | 61            | [ 6 ] [ 7 ]                                  |
| Bolungarvíkurgöng | 5 400                                                                                | 2                             | 25. září 2010      |                    | Západní fjordy (Bolungarvík – Hnífsdal)           | 61            | [ 8 ]                                        |
| Dýrafjarðargöng | 5 600                                                                                | 2                             | 25. říjen 2020     |                    | Západní fjordy (Arnarfjörður – Dýrafjörður)       | 60            |                                              |
| Fáskrúðsfjarðargöng | 5 900                                                                                | 2                             | 9. září 2005       |                    | Austurland (Fáskrúðsfjörður – Reyðarfjörður)      | 1             | [ 9 ] [ 10 ]                                 |
| Héðinsfjarðargöng I | 7 100                                                                                | 2                             | 2. října 2010      |                    | Norðurland eystra (Ólafsfjörður – Héðinsfjörður)  | 76            |                                              |
| Héðinsfjarðargöng II | 3 900                                                                                | 2                             | 2. října 2010      |                    | Norðurland eystra (Héðinsfjörður – Siglufjörður)  | 76            |                                              |
| Húsavíkurhöfði | 992                                                                                  | 2                             | 4. listopad 2017   |                    | Norðurland eystra (Húsavík)                       |               | [ 11 ]                                       |
| Hvalfjörður | 5 770                                                                                | 2b                            | 1. července 1998   |                    | Höfuðborgarsvæðið – Austurland                    | 1             |                                              |
| Múlagöng (Ólafsfjardarmúli) | 3 400                                                                                | 1a                            | 1. března 1991     |                    | Norðurland eystra (Dalvík – Ólafsfjörð)           | 82            |                                              |
| Norðfjarðargöng | 7 908                                                                                | 2                             | 11. listopadu 2017 |                    | Austurland (Eskifjörður – Norðfjörður)            | 92            |                                              |
| Oddskarðsgöng | 640                                                                                  | 1a                            | 1977               | 11. listopadu 2017 | Austurland (západně od Neskaupstaður)             | 92            |                                              |
| Strákagöng | 800                                                                                  | 1a                            | 1967               |                    | Norðurland eystra (západně od Siglufjörður)       | 76            |                                              |
| Vaðlaheiðargöng | 7 400                                                                                | 2                             | 21. prosinec 2018  |                    | Norðurland eystra (Eyjafjörður – Fnjóskadalur)    | 1             |                                              |
| Vestfjarðagöng | Celková délka 9 160 m (Breiðadalur 4 150 m, Botnsdalur 2 907 m a Tungudalur 2 103 m) | 1a (Breiðadalur a Botnsdalur) | září 1996          |                    | Vestfirðir (Ísafjörður – Suðureyri – Breiðadalur) | 60 a 65       | tunely uprostřed tvoří třísměrnou křižovatku |
| Fjarðarheiðargöng | 13 500                                                                               | 2                             | 2029               |                    | Austurland (Egilsstaðir - Seyðisfjörður)          | 93            | v plánu                                      |
| a Jediný pruh s rozšířením (zálivy) pro míjení protijedoucích vozidel b Na severním konci tunelu je na straně stoupání k dispozici třetí jízdní pruh pro předjíždění - Ve výstavbě |                                                                                      |                               |                    |                    |                                                   |               |                                              |